# Skvallertjärnen, Lappland
Skvallertjärnen är en sjö i Lycksele kommun i Lappland och ingår i Öreälvens huvudavrinningsområde. Sjön har en area på 0,0667 kvadratkilometer och ligger 356,1 meter över havet.